# João de Souto Maior
João Francisco de Souto Maior (Goiana, século 18 — Recife, 20 de Julho de 1821) foi um militar e revolucionário, sendo famoso pelo atentado à vida do então Governador de Pernambuco, o Capitão-General Luiz do Rego Barreto. Nasceu em Tejucupapo, vila de Goiana, Pernambuco, Brasil.
Quando estourou a Revolução de 1817 em Pernambuco, sua família aderiu altamente ao ideário revolucionário, incluindo três de seus irmãos. Quando a Revolução foi debelada pelas tropas legalistas do Conde dos Arcos, os quatro irmãos foram levados o exílio numa prisão baiana. Quando João foi liberto, em sentimento de vingança, planejou em 1821 com os liberais derrotados o assassinato do então Governador, que se deu na noite de 20 de Julho de 1821. O ataque foi uma falha completa, levando João à morte e apenas ferindo de forma não fatal o Capitão-General Luiz do Rego. Em Tejucupapo, sua terra natal, ficou conhecido como herói da Revolução, com vários fazendo-lhe sextilhas e canções para honrar sua morte, sendo o mais famoso deles um soneto popular chamado "Leão de Tejucupapo". 

## Biografia
Nascido numa família tradicional e antiga, é filho de Antônio de Souto Maior Bezerra de Menezes da Veiga Pessôa e de Maria da Veiga Pessôa, ele teve junto dos irmãos uma educação ímpar para o nível de escolaridade de sua época. Na época, era comum a educação de filhos de pessoas importantes serem educados por padres ou seminaristas e no Seminário de Olinda, cresciam os ideais do liberalismo.
Participou da Revolução Pernambucana de 1817 junto com três irmãos: o padre Antônio de Souto Maior, José Roberto da Cunha Souto Maior e Manoel Antônio da Cunha Souto Maior. Os quatro irmãos acabaram presos pelas forças oficiais e enviados à Bahia a bordo do navio Carrasco. Na prisão baiana morreram o padre Antônio e José, ficando João e Manoel detidos até 1821, quando houve anistia geral a todos os revolucionários presos.
Com a anistia, os irmãos João e Manoel Antônio retornaram a Tejucupapo, para se ocupar das plantações no sítio deixado pelos pais. Quando retornaram, os liberais eram odiados e perseguidos. O vigário da Igreja Matriz de São Lourenço de Tejucupapo, Manoel Alves Calheiros, era atualmente conservador e contrário aos ideais da família Souto Maior. Primeiro, o vigário tentou impedir os dois irmãos de atenderem as missas por serem liberais, o que João protestou e forçou o padre a rezar a missa. Alguns dias após o ocorrido, Manoel é assassinado por dois homens de bacamarte. Esses dois homens eventualmente seriam cercados e capturados por João de Souto e seus empregados. Já capturados, confessaram os dois que foram enviados pelo vigário Calheiros. João então, após as cerimônias fúnebres, despediu-se de seus parentes e amigos, deixou suas propriedades para a irmã Mariana Pessôa de Souto Maior e seu cunhado e primo Domingos de Albuquerque Mello Montenegro, e partiu para a matriz, onde estavam ocorrendo eleições naquele dia. João entrou na Igreja, arrastou o vigário para fora e deu-lhe a morte, com todos os presentes atônitos pelo evento inesperado.  
Tendo perdido seus três irmãos e seu objetivo na vida, partiu para o Recife prontamente para vingar a morte de seus dois irmãos, o Padre Antônio e José Roberto. João de Souto Maior resolve atentar contra a vida do então impopular governador de Pernambuco, Luiz do Rego, que encontrava um clima de descontentamento entre os pernambucanos, que se sentiam oprimidos e vítimas de tirania.
Na noite de 20 de julho de 1821, João de Souto Maior dispara um tiro de bacamarte no governador, quando este passava com seu cortejo próximo à ponte da Boa Vista. Tendo ferido o governador e sendo perseguido por sua comitiva de soldados, João de Souto Maior pula da ponte para o rio Capibaribe. Ao voltar à tona, João de Souto Maior recebe uma pancada de remo dada por um canoeiro alardeado pelos gritos. Três dias depois, seu cadáver foi recolhido, já roído de peixes.
Como não havia identificação, o cadáver de João de Souto Maior foi exposto amarrado em uma cadeira no oitão da Matriz do Santíssimo Sacramento de Santo Antônio, na rua Nova, sob vigilância, para que fosse reconhecido pelos passantes. Apesar da oferta de recompensas, não houve reconhecimento enquanto Luiz do Rego continuou a governar o estado.
A família do patriota ainda foi perseguida, tendo seu sítio queimado e crianças decapitadas pelas forças governamentais. Neste mesmo ano, Luiz do Rego foi deposto pela Convenção de Beberibe, mais um movimento revolucionário originado em Goiana. João de Souto Maior ficou conhecido como o "Leão de Tejucupapo", e foi celebrado no seguinte soneto popular:
Cansado de sofrer da tirania
Impropérios, baldões, Souto infeliz
De um bêbado e devasso um dia quis
Pôr termo a tanto arrojo e ousadia

Coragem não lhe falta, e a valentia
Em sua vida um ato a não desdiz
Errante busca em vão têrmo feliz
Da vingança exercer como queria

Resoluto em ferí-lo, ele não cede
Do desejo firmado, um só instante,
As suas consequências, não, não mede

Chega a hora fatal ei-lo ofegante,
Com firme mão a bala lhe despede,

E pretendendo matar, morre o constante.

João de Souto Maior é também o nome de uma rua, localizada na zona norte da cidade de São Paulo, na Vila Medeiros, com o intuito de homenagear este que participou da revolução. Celebrado pelos liberais, em 1875, foi publicado um drama histórico financiado pelo Partido Liberal pelo Doutor Aprígio Guimarães com o título de "João de Souto Maior: Ou Delírio Do Patriota", em estilo biográfico.
As terras de sua família foram herdadas por sua irmã Mariana, que por sua vez, pertenceram a seu cunhado e primo Domingos via jure uxoris. Por haver muita perseguição, a família vendeu algumas terras em 1831 e com o tempo, migraram para os municípios de Bezerros, Sairé e do Bonito. É tio-avô do fundador do município de Sairé, o Coronel José Pessôa de Souto Maior. 